# Danska ženska rukometna reprezentacija
Danska ženska rukometna reprezentacija predstavlja državu Dansku u športu rukometu.
Krovna organizacija: Danski ženski rukometni savez. Jedna od najboljih igračica bila je Anja Andersen.

## Medalje naOI
- zlato: 1996., 2000., 2004.

## Medalje naSP
- zlato: 1997.
- srebro: 1962., 1993.
- bronca: 1995., 2013., 2021.

## Medalje naEP
- zlato: 1994., 1996. i 2002.
- srebro: 1998. i 2004.